# Falles 2018
Les Falles de València de l'any 2018 se celebraren del 15 al 19 de març.
L'any 2018 fou la primera vegada que una dona, la pirotècnica Reyes Martí Miró, disparà els focs artificials de major importància de les Falles, la Nit del Foc, així com la mascletà del 19 de març i la cremà de les falles municipals.

## LaCrida
L'acte on la Fallera Major de València anuncia l'inici de les falles es realitzà el 22 de febrer de 2018.